# Paul-Charles Delaroche
 (décembre 2015).
- Si vous ne connaissez pas le sujet, laissez ce bandeau (vous pouvez alors contacter les auteurs).
- Si vous supprimez le contenu mis en cause (vous pouvez préalablement contacter les auteurs),

argumentez précisément cette suppression dans la page de discussion
(un manque de référence n'est pas un argument ; une recherche réelle de référence doit avoir été effectuée, être formellement documentée).
Paul Charles Delaroche, né le 15 août 1886 à Aubigné-Racan et mort le 7 septembre 1914 à Douy-la-Ramée, est un dessinateur, peintre et illustrateur français, entre autres pour les arts du spectacle et de nombreux périodiques. Il est actif durant la période de la Belle Époque.

## Biographie

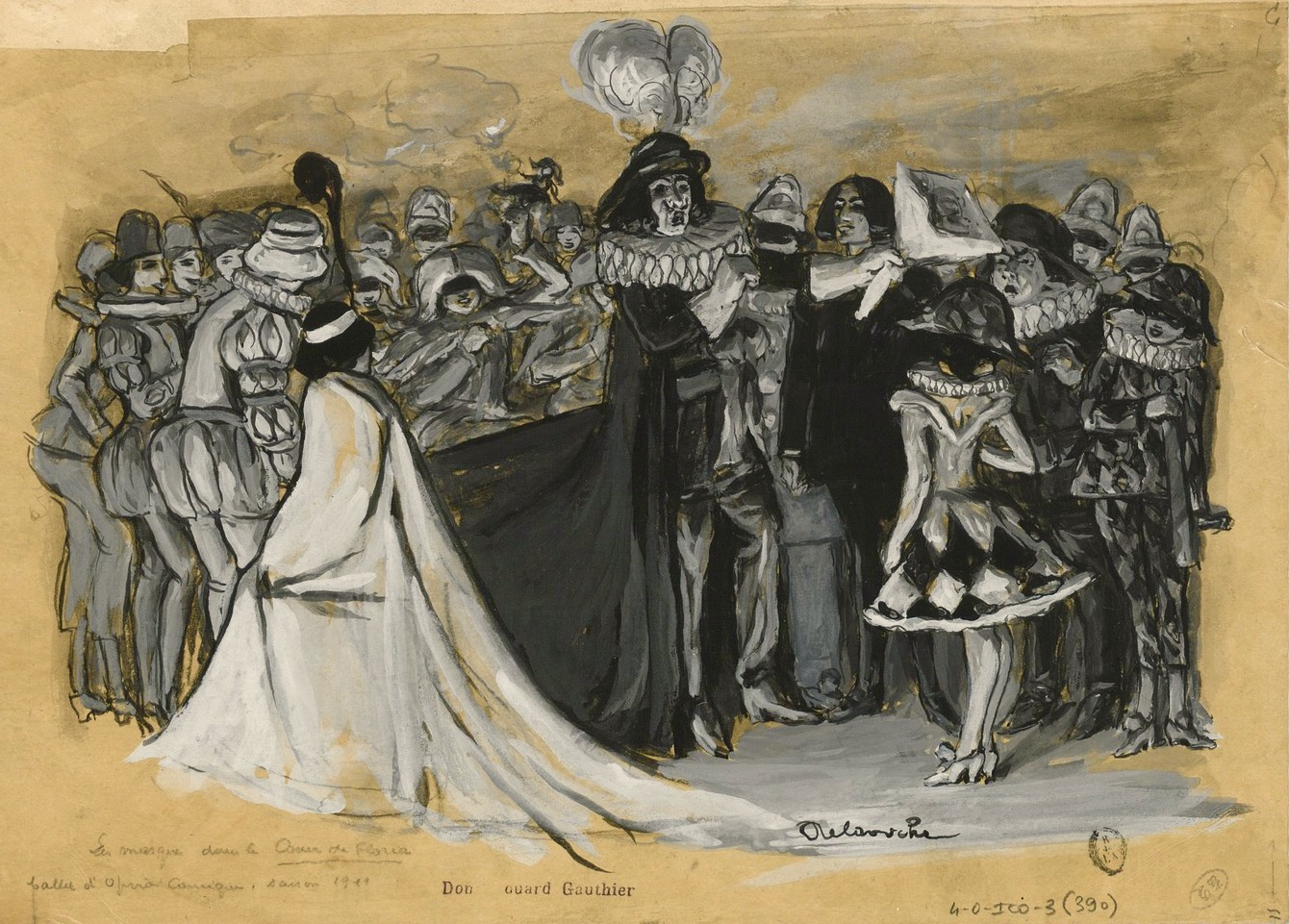
Le Cœur de Floria (1911), Paris, Bibliothèque nationale de France.

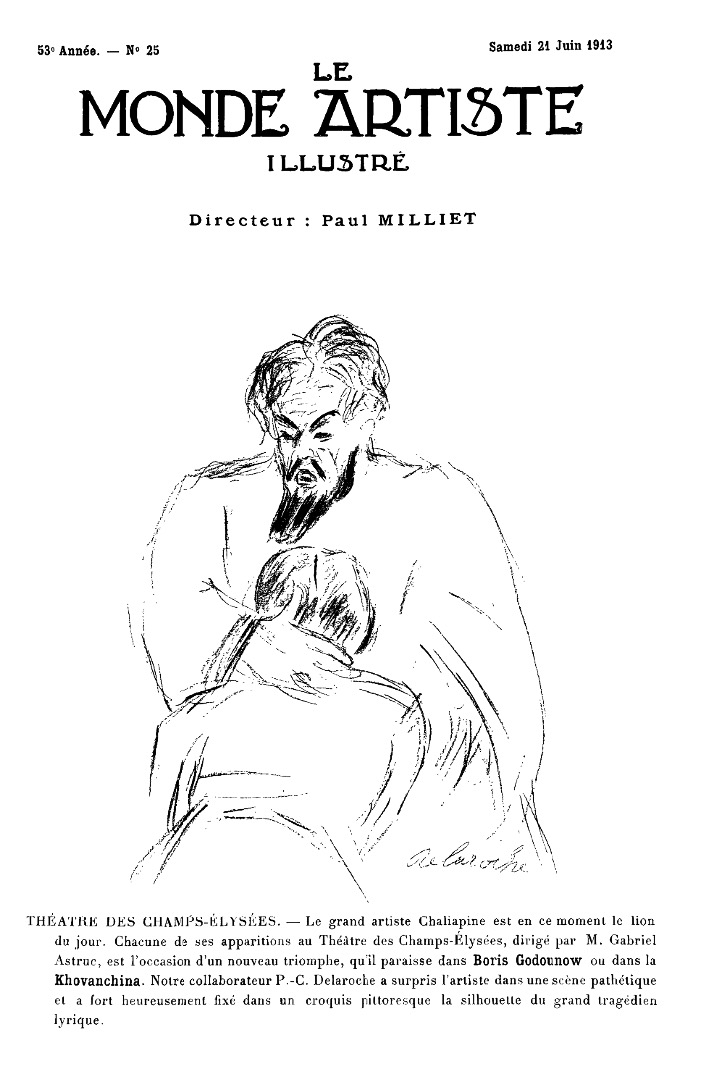
Une du Monde artiste illustré, Chaliapine, dessin de Delaroche (21 juin 1913).

Paul Charles Marie Delaroche est le fils de Charles Hippolyte Delaroche, négociant, et d'Henriette Delanoue. Au moment de sa naissance, ses parents ont respectivement vingt-quatre et vingt-trois ans. Il a un frère, Gaston Henri, né le 23 juillet 1888. La famille habite au no 25 place de l'église au bourg.
Paul Charles Delaroche est élève à l'École Estienne et à l'École des beaux-arts de Paris sous la direction de Fernand Cormon. Il reçoit une formation de lithographe et de graveur ainsi qu'un solide apprentissage du dessin.
En 1906, il se fait recenser dans le département de la Seine. Trois ans plus tard, il publie ses premières illustrations : des dessins pour l'opéra d'Henri Cain, Quo Vadis ?.
Les activités professionnelles de Paul Charles Delaroche sont ensuite multiples et les supports de publications où il collabore s'enchaînent : Le Monde artiste illustré, la Revue théâtrale, Comœdia, le Théâtre à Paris, le Théâtre illustré, L'Illustration. C'est en juin 1912, qu'il devient collaborateur du Monde artiste illustré qui vante ses qualités : « déjà connu par sa collaboration au Théâtre, la magnifique publication de Michel Manzi et au Paris-Théâtre où ses croquis de coulisses ont été remarqués, joint à une acuité singulière de vision, une sûreté de dessin ». Il participe en 1911, 1912 et 1913 aux illustrations de la série, Le théâtre à Paris.

## Réception critique
Sa création graphique est incessante mais la liste n'en pas encore été totalement établie. Elle a pour objet principal le monde du spectacle théâtral, comédiens aussi bien que public anonyme ou personnalités connues. D'autres lieux sont des sources d'inspiration comme le Magic City ou les conférences de l'Université des Annales fondée en 1907 par Yvonne Sarcey, épouse d'Adolphe Brisson le directeur de l'hebdomadaire Les Annales politiques et littéraires.
Paul-Charles Delaroche est actif entre les années 1909 et 1913 durant lesquelles il fournit des dessins presque quotidiennement. Son travail est reconnu par les critiques de l'époque, et par l'édition scientifique d'expositions postérieures. Mais sa mobilisation, le 2 août 1914, le fait regagner son régiment, interrompant toute activité artistique.
Mobilisé du début de la Première Guerre mondiale, Paul Charles Delaroche est mort le 7 septembre 1914 à Douy-la-Ramée en Seine-et-Marne lors des violents combats de contre-offensive de l'armée française. Son régiment participait à l'attaque du plateau de Champfleury sous les tirs de violentes canonnades et subit de lourdes pertes : dix-neuf tués, cent soixante-cinq blessés et cinquante-trois disparus.

## Postérité
Une exposition de ses peintures, aquarelles, pastels et dessins a lieu en mars 1920 à la galerie Simonson, au no 19 de la rue Caumartin à Paris.

À cette occasion, l'écrivain et journaliste Jean Valmy-Baysse (1874-1962), historien de la Comédie-Française, rend hommage à l'artiste dans le journal culturel Comœdia : 

« Paul-Charles Delaroche a été tué le 7 septembre 1914, quelques heures avant ce miracle qui demeurera pour la légende : La Victoire de la Marne. Par son physique et son moral, il ne paraissait guère voué à cette fin héroïque. Il aimait saisir la vie au vol ; il la transposait en des croquis rapides, puissamment évocateurs. On apercevait sa mince silhouette les soirs de générales ou de premières, dans les couloirs des théâtres ; le jour, il promenait son observation toujours en éveil au Bois, sur les quais, dans les quartiers populaires, chez les antiquaires ; en province, il suivait les marchés, les fêtes, les réunions... Si bien que son œuvre, nombreuse et multiple, nous conserve des aspects curieux de la vie parisienne, des silhouettes de théâtre, de pittoresques scènes de faubourg […] Tout l'artiste frémissant que fut Paul-Charles Delaroche vit en elle […] Cette œuvre, des mains pieuses d'une mère désolée l'ont réunie à la Galerie Simonson, où elle demeurera exposée jusqu'au 31 mars […] Mais on avait pu en voir de larges fragments aux Salons des Humoristes d'avant guerre. C'est là que m'avait séduit cet artiste modeste et charmant […] J'ai voulu lui donner un souvenir. »

Dessins de Paul-Charles Delaroche conservés à Paris à la Bibliothèque nationale de France
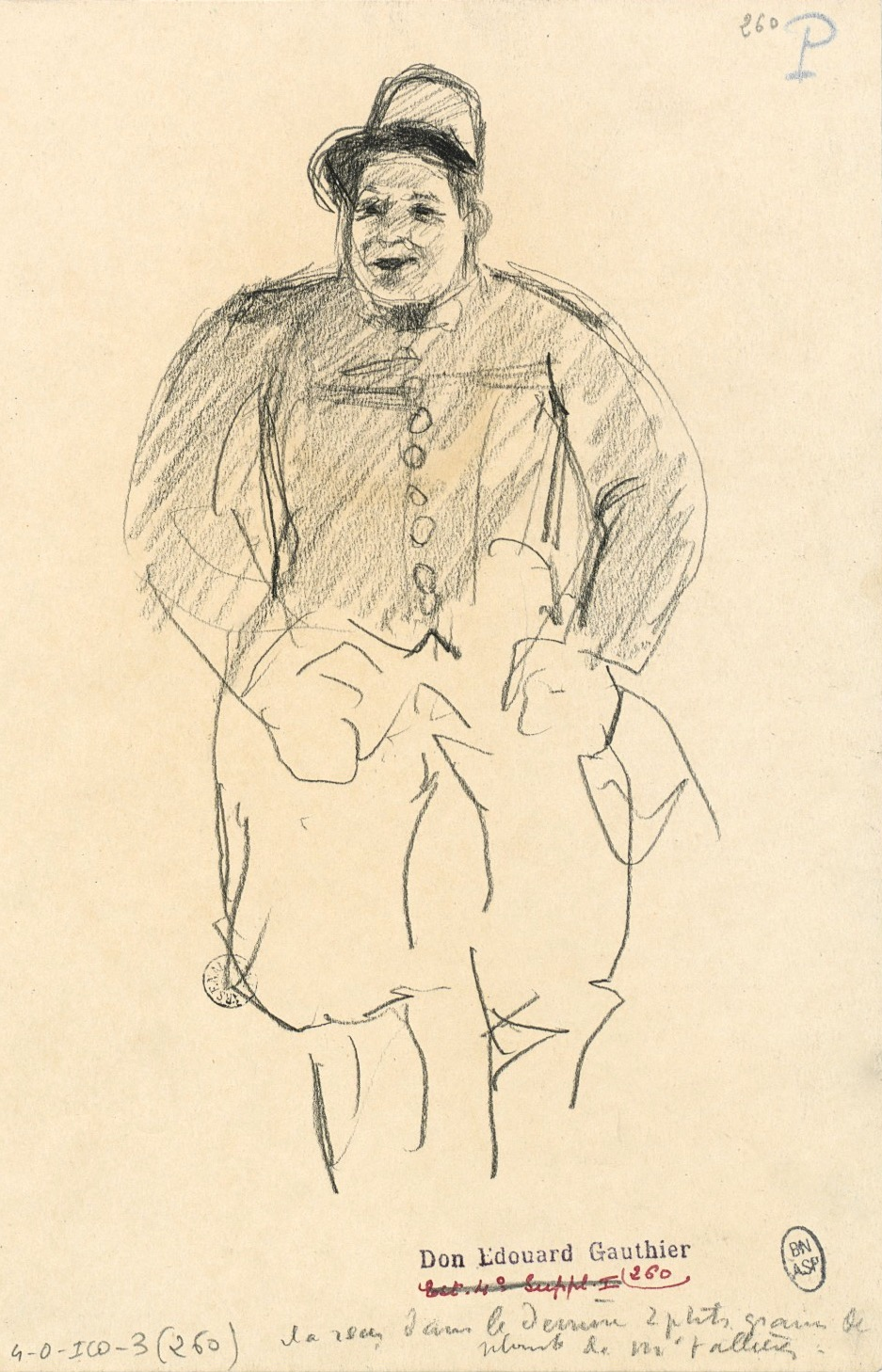
Polin, 1911-1913.
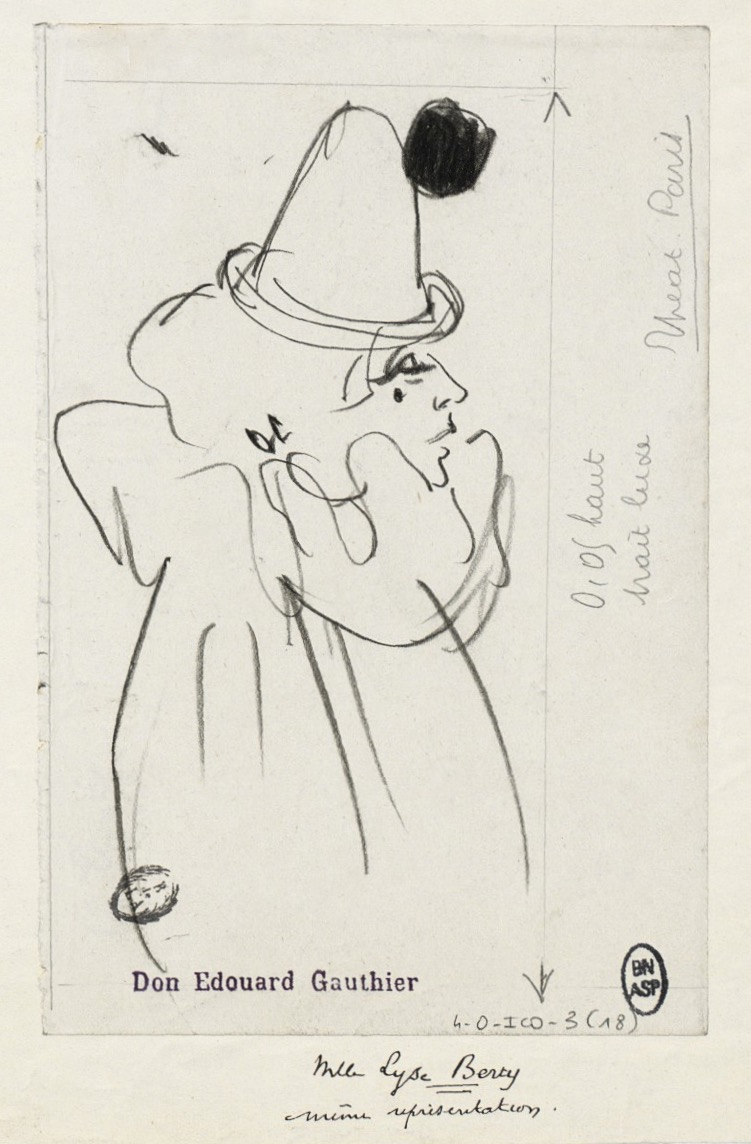
Mlle Lyse Berty, 1913.
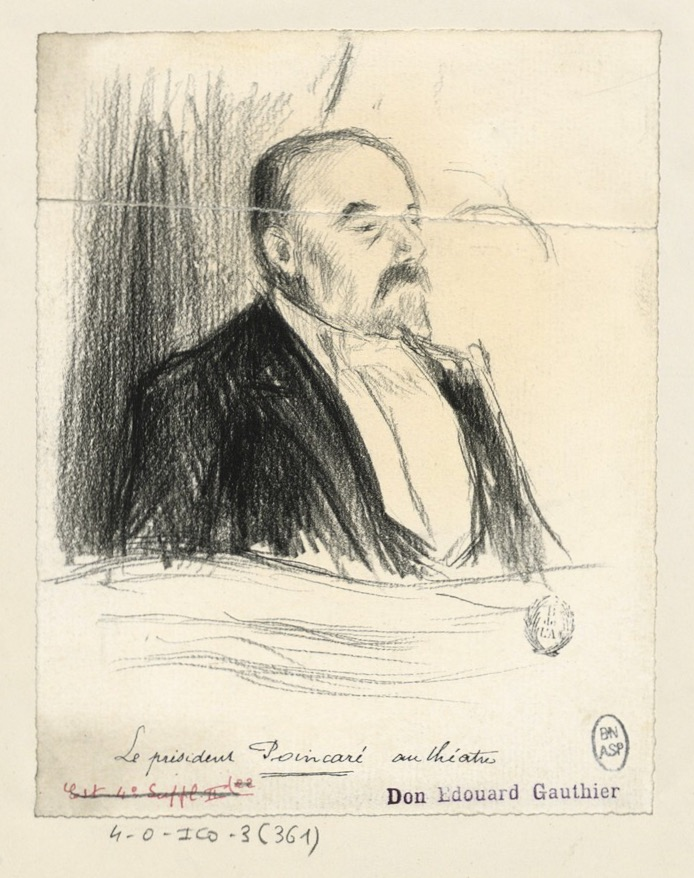
Le Président Poincaré au théâtre, 1911-1913.

## Œuvres

### Dessins
Le département des Arts du spectacle de la BnF conserve trois cent seize croquis de Paul-Charles Delaroche. La grande majorité sont des portraits de comédiens célèbres à leur époque.
- Louis Bernier, président de l'Académie des Beaux-Arts.
- Chef d'orchestre au Théâtre des Arts.
- Louis Bourny dans Marthe et Marie d'Édouard Dujardin.
- Denneville au Théâtre des Arts, 1911.
- Madeleine Collas dans Nabuchodonosor au Théâtre des Arts, 1911.
- Georges Petit dans Les Fêtes d'Hébé au Théâtre des Arts, 1911.
- Poudrier et Bervet dans Mesdames de la Halle au Théâtre des Arts.
- Madame Mattéi dans Armide au Théâtre des Arts.
- Lucien Dayle dans On ne peut jamais dire au Théâtre des Arts, 1913.
- M. Coulomb et Claire Croiza dans Le Couronnement de Popée au Théâtre des Arts.
- Amélie Pouzols de Saint Phar, 1911.
- Le marchand de passions : paysan espagnol, 1911.
- Jean-Louis Janvier (Crofts) dans La profession de Madame Warren, 1912.
- Croquis de scène et de spectateurs, 19..-1913.
- Jean Périer et quelques artistes de L'Heure espagnole à l'Opéra-comique, 1911.
- M. Bandu.
- Un page dans l'opéra La Juive.
- Germaine Talle.
- Dolly sur scène.
- Tristan et Yseult, 1912.
- M. Rocher (Vulcain).
- Enrico Caruso (Duc de Mantoure) dans Rigoletto, 1912.
- Danseuse de l'honneur.
- Un abonné à l'Opéra.
- Polin en costume de scène.
- Orphée : figurantes, croquis de scène.
- Beckman (Becman), champion de boxe.
- La Walkyrie, figuration : croquis de scène, 1912.
- Bekefi, danseur dans le ballet La Péri, 1912.
- Public et représentations à Bobino.
- Lyse Berty en costume de clown, 1913.
- Les huguenots : croquis de scène.
- Une répétition de Samson et Dalila.
- Ballets russes, 1913.
- Charley dans son tour de chant à Bobino, 1913.
- Chabert dans Tartarin, 1913.
- L'huissier du Théâtre des Champs-Élysées.
- Le prince Igor, ballet de Michel Fokine : croquis de scène.
- Louise Silvain dans La Tour de Nesles.
- Raymond Poincaré au théâtre.
- Eugène Silvain (Orsini) dans La Tour de Nesles.
- Védrines et Dujardin.
- Gilbert Dallen et Kate Marlitt.
- Désiré (Larivaudière).
- André Sylvane.
- Marcelle Praince.
- Natacha Trouhanova.
- Georges Saillard.
- Gaby Deslys au Théâtre Marigny.
- Public au Théâtre Marigny.
- Henri Parny (Excourbaniès) dans Tartarin dans les Alpes, 1913.
- Mademoiselle Vasti dans le rôle d'Esther.
- Henry Defreyn en militaire.
- Polaire en scène.
- Carmen Deraisy à l'Ambigu.
- Madame Simone.
- Xavier Leroux.
- Adolphe Brisson.
- Josette Paz-Ferrer.
- Robert Damorès.
- Henri Dangès dans Pénélope.

### Ouvrages illustrés
- 1909 : Quo vadis ? opéra d'Henri Cain : croquis de scène et du public.

## Dessins de Paul-Charles Delaroche conservés à Paris à la Bibliothèque nationale de France

Personnalités
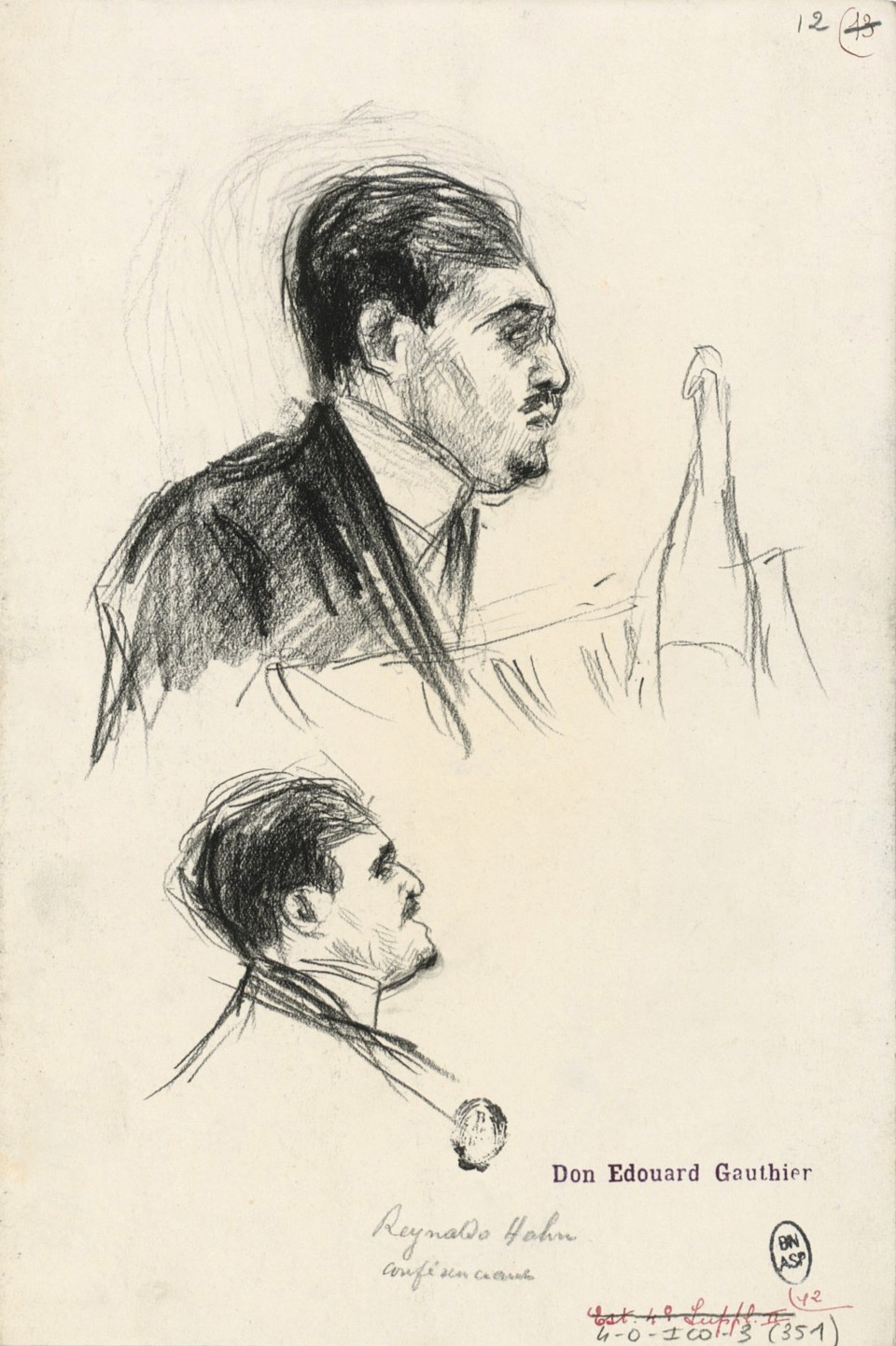
Reynaldo Hahn, 1913.
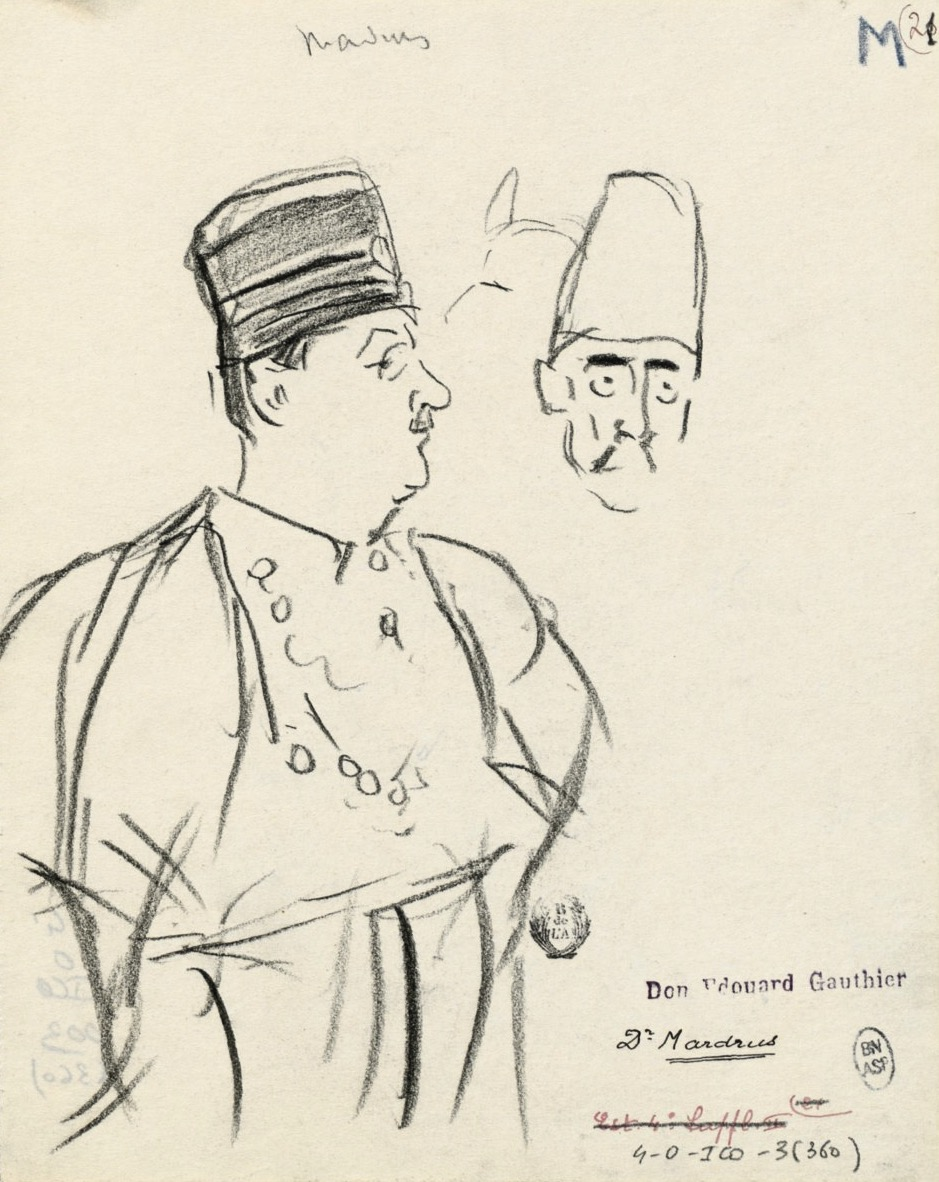
Dr Mardrus, (1911-1913)
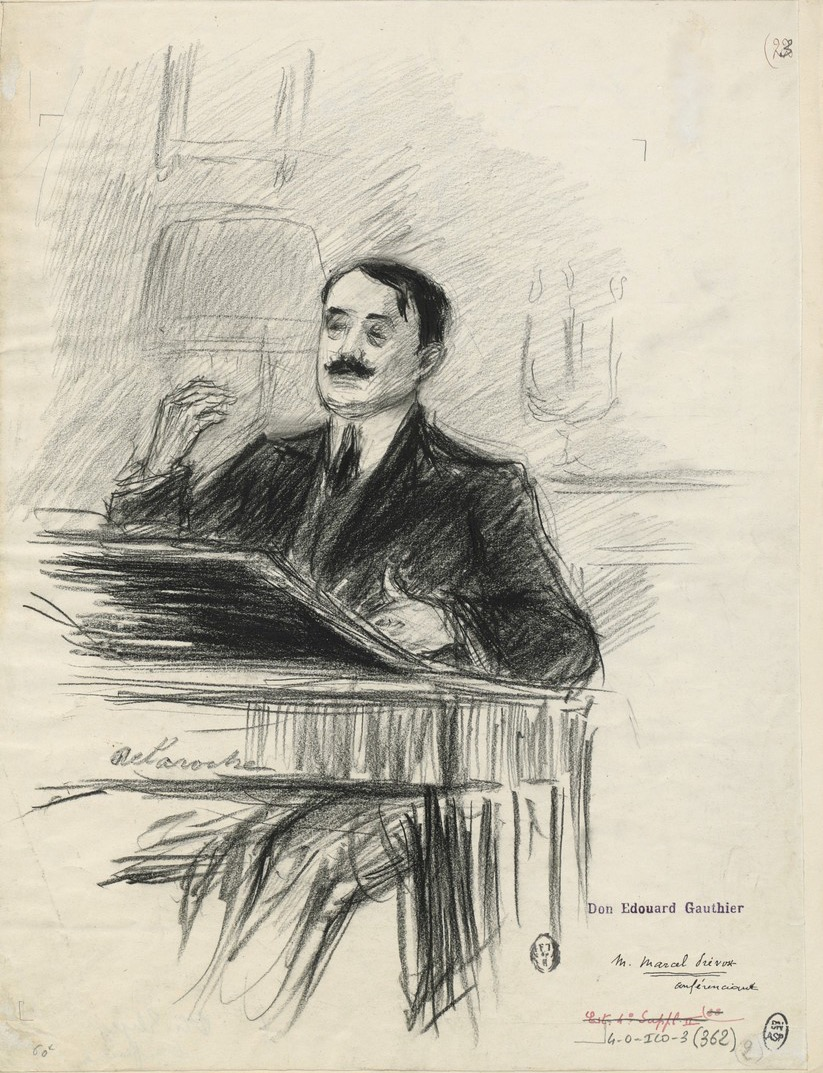
Marcel Prévost, 1911-1913.
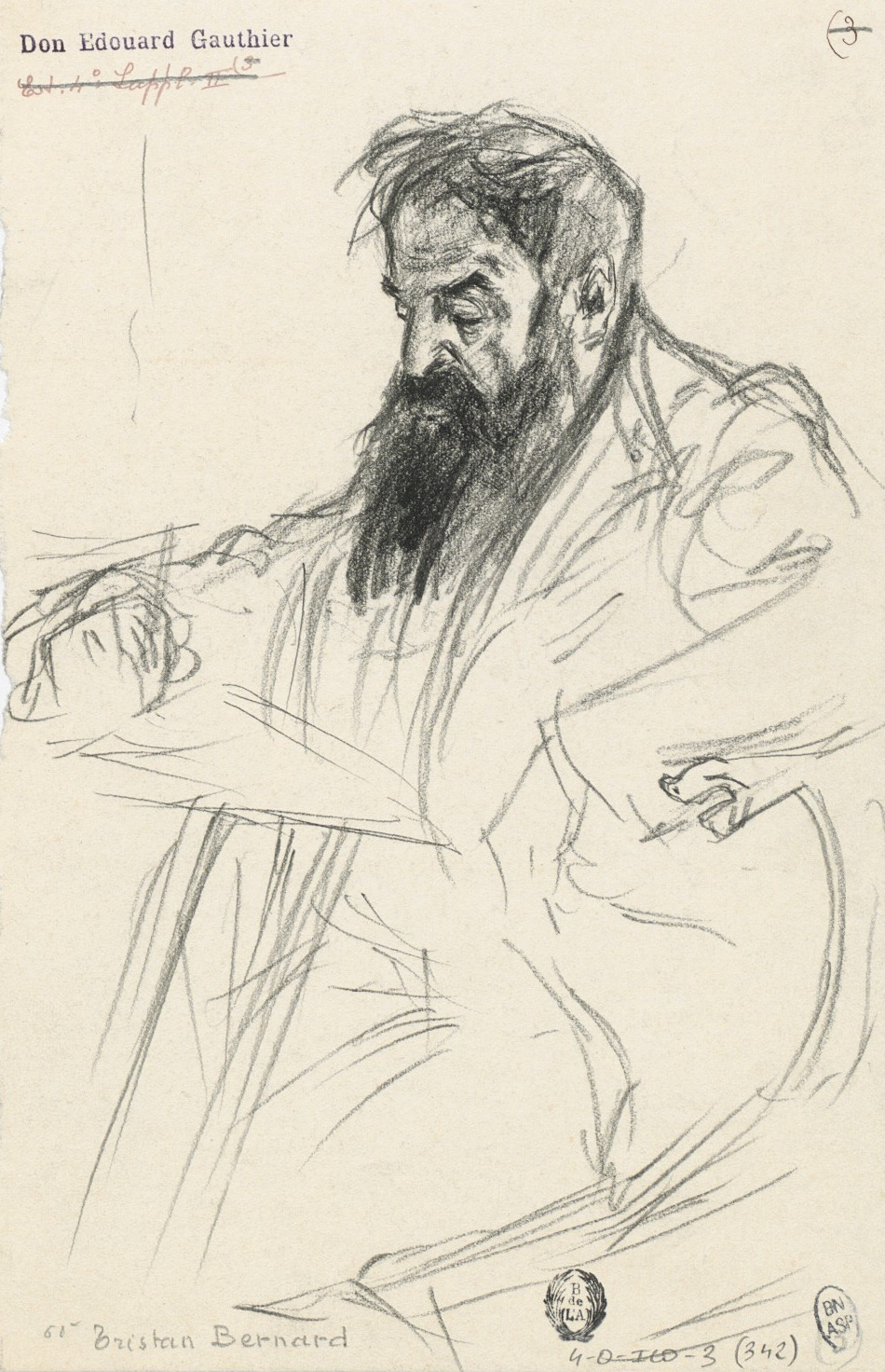
Tristan Bernard, 1911-1913.
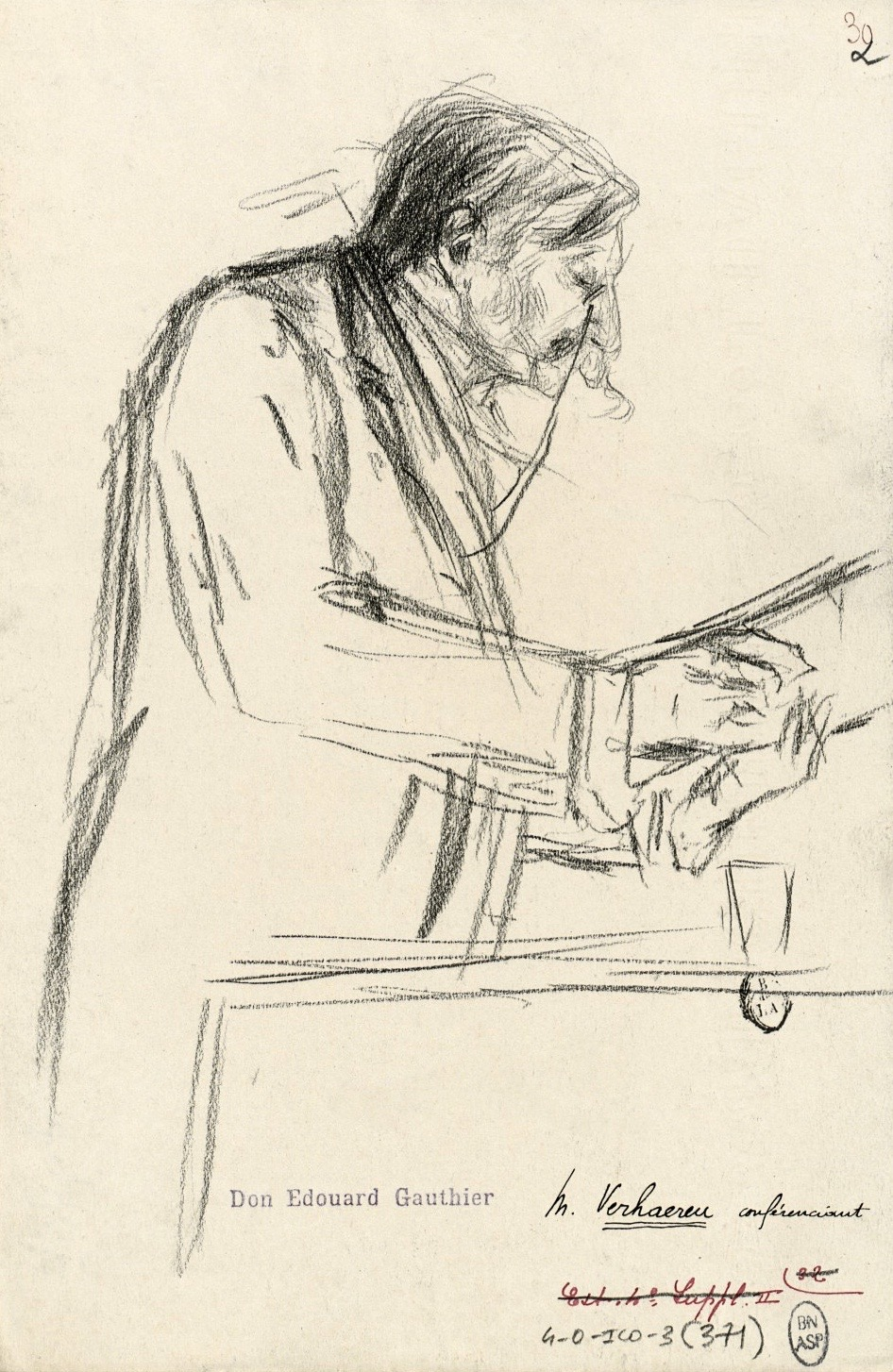
Émile Verhaeren, 1911-1913.
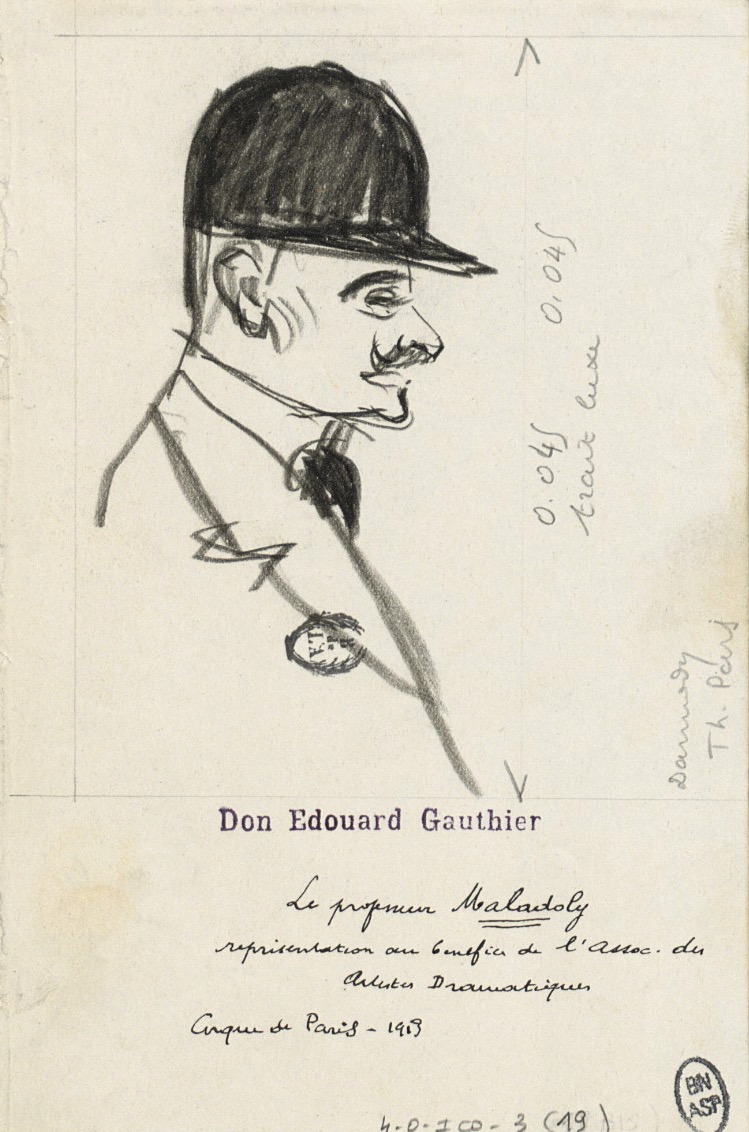
Professeur Maladolli, 1911-1913.

Fêtes mondaines costumées
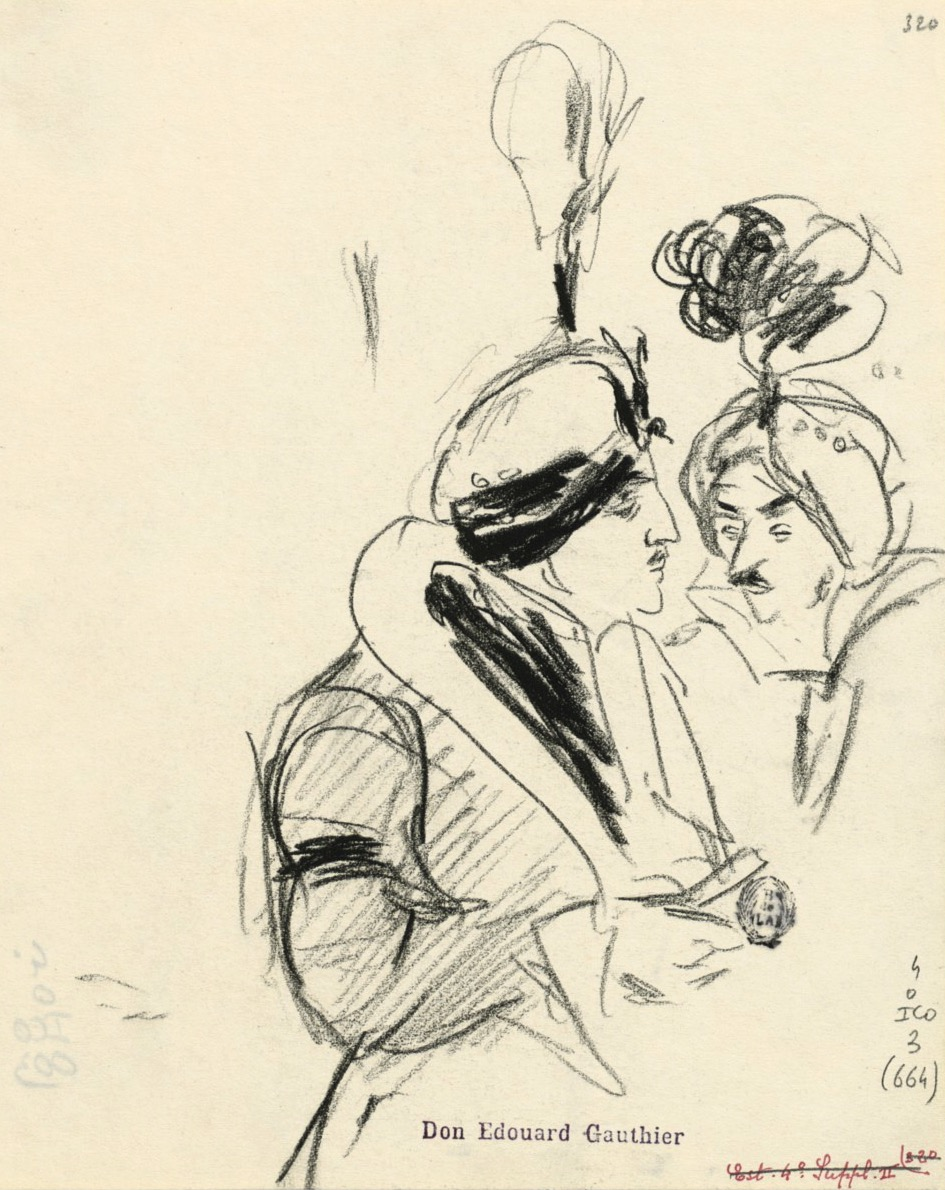
Fêtes mondaines costumées, 1911-1913.
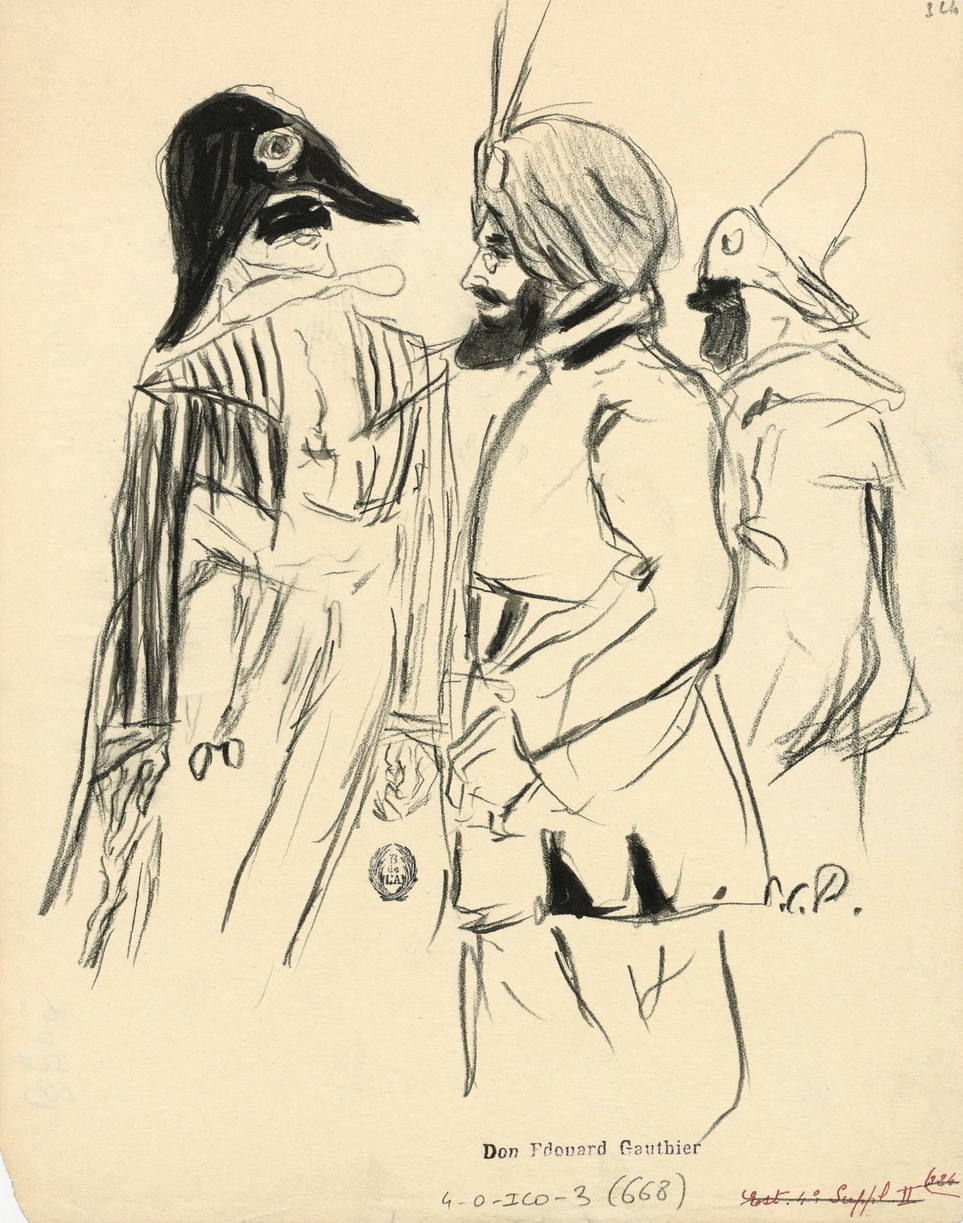
Ffêtes mondaines costumées, 1911-1913.
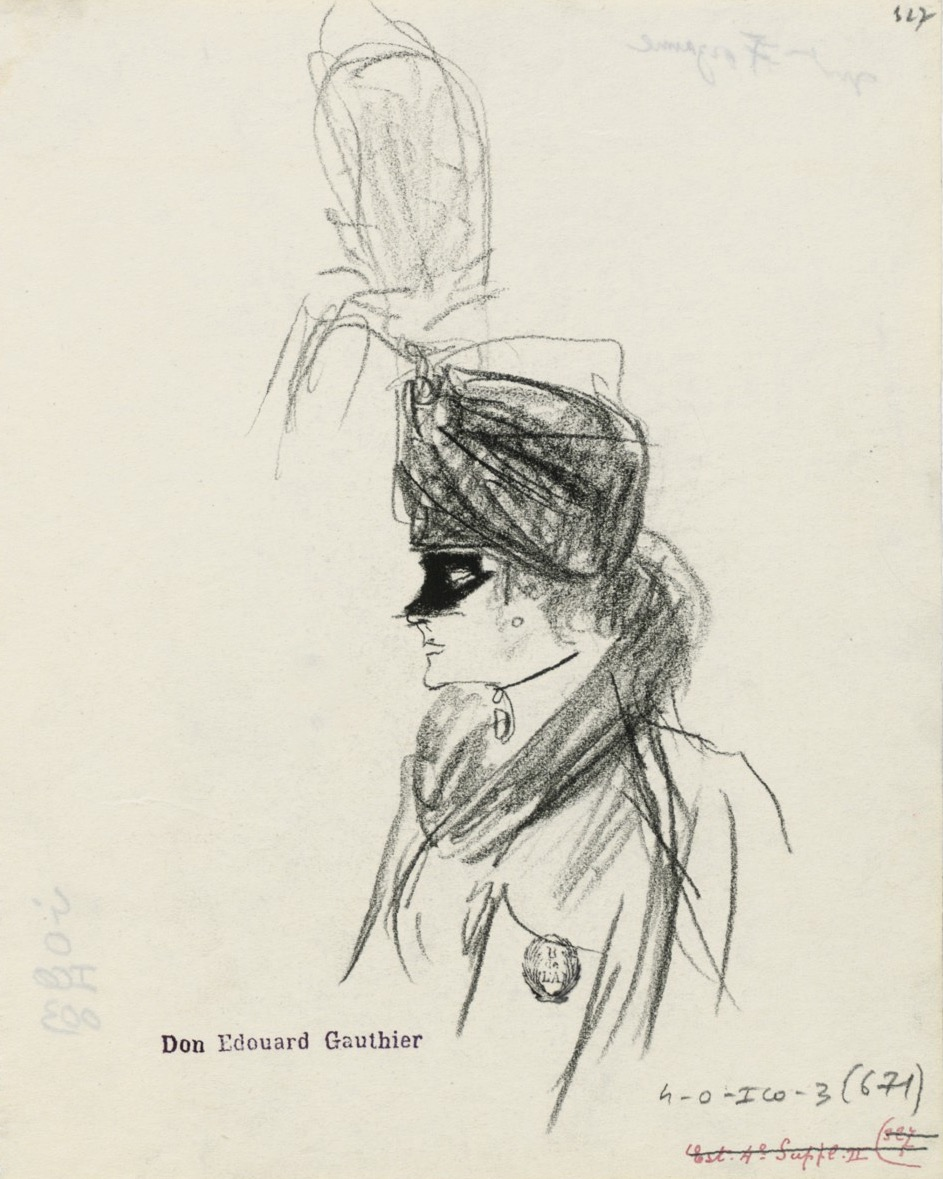
Fêtes mondaines costumées, 1911-1913.
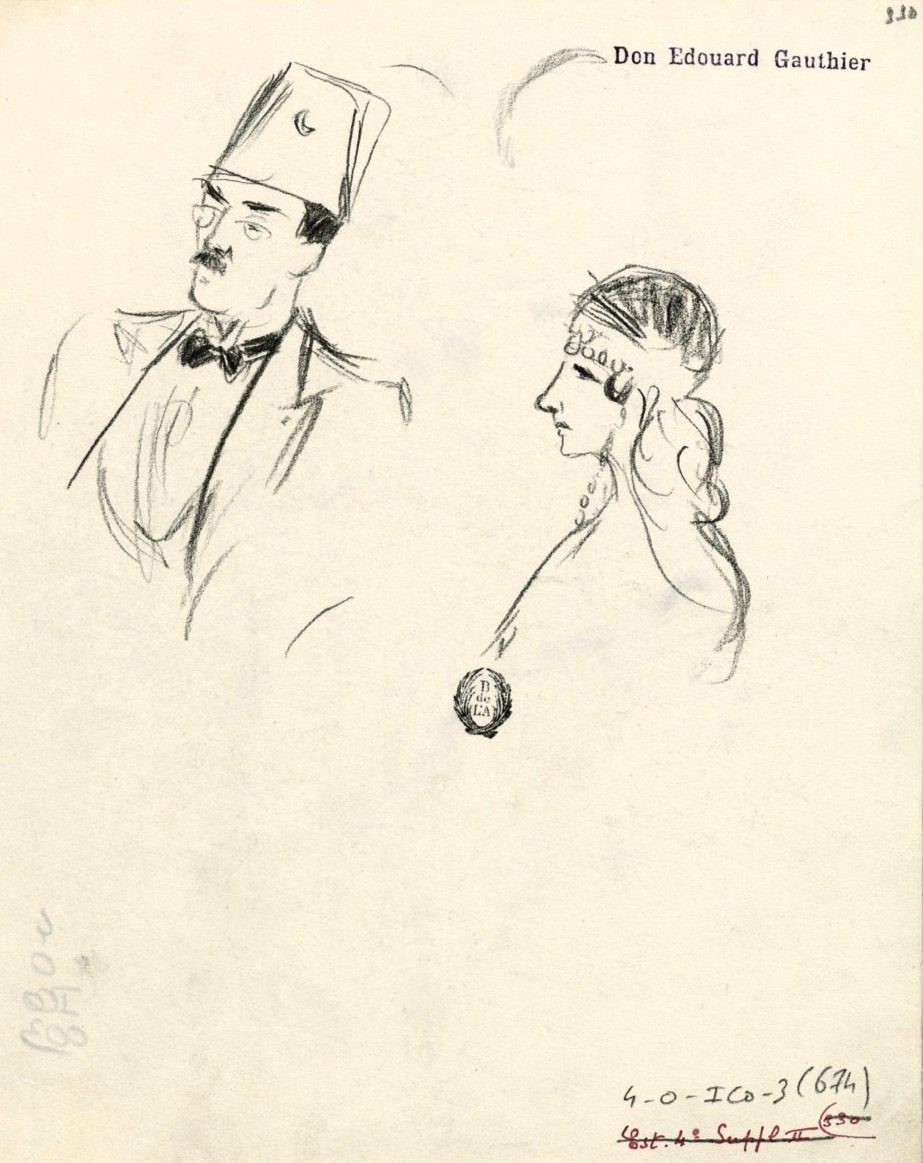
Fêtes mondaines costumées, 1911-1913.
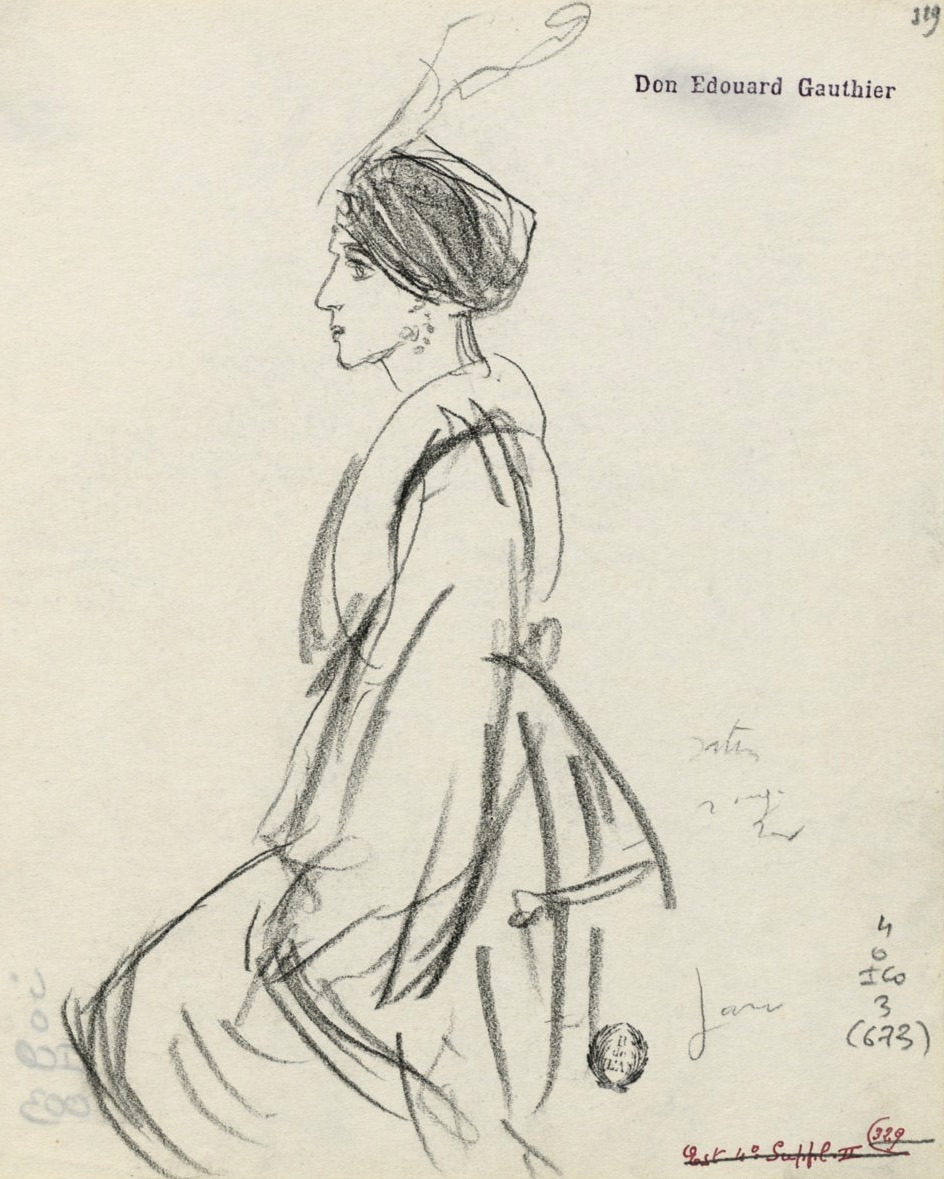
Fêtes mondaines costumées, 1911-1913.
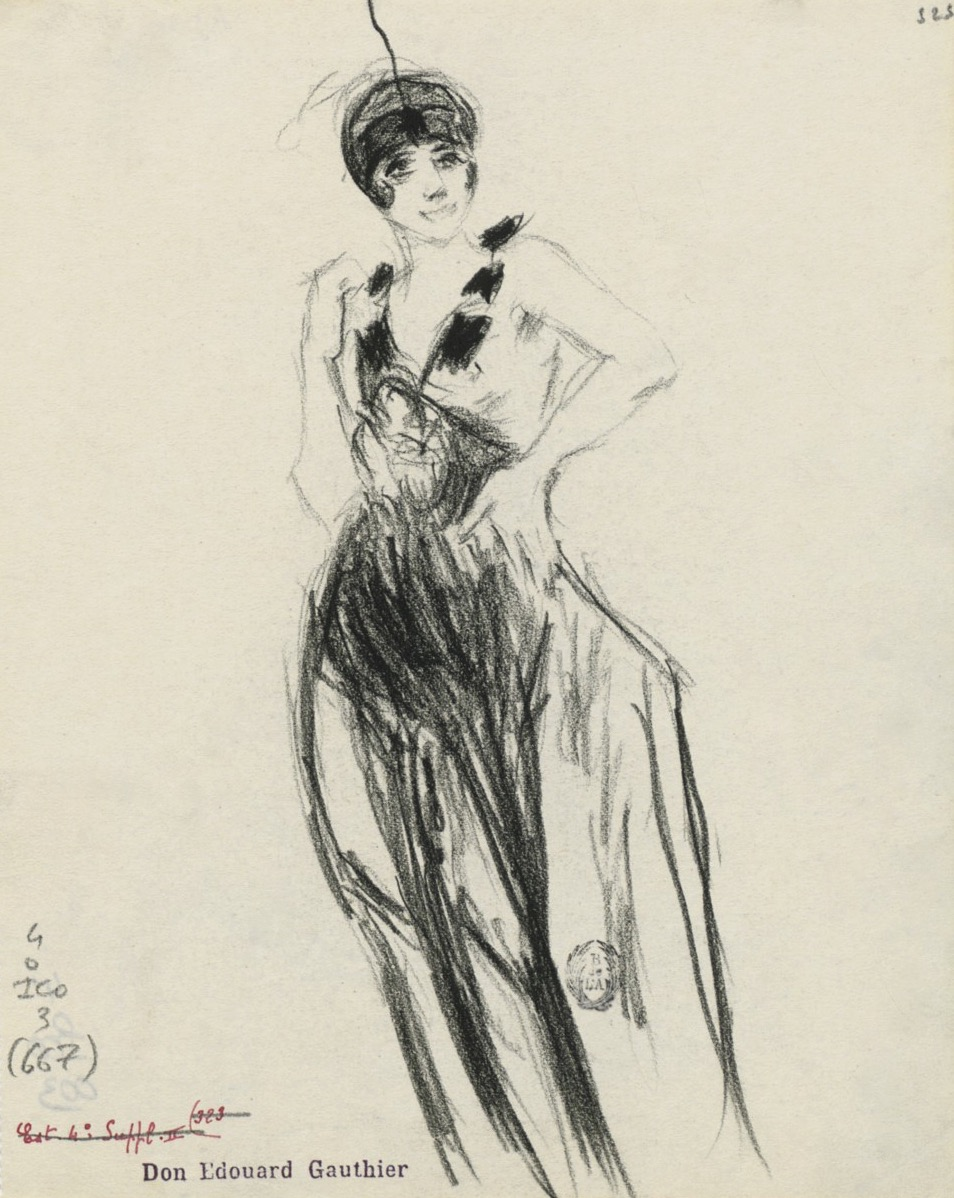
Fêtes mondaines costumées, 1911-1913.